# Pawel Petrowitsch Parenago
Pawel Petrowitsch Parenago (russisch Павел Петрович Паренаго; * 7. Märzjul. / 20. März 1906greg. in Jekaterinodar; † 5. Januar 1960 in Moskau) war ein russischer Astronom und Hochschullehrer.

## Leben
Parenago, Sohn eines Arztes, besuchte in Moskau die Mittelschule mit Abschluss 1922 und studierte dann an der Universität Moskau (MGU) mit Abschluss 1929. Bereits ab 1927 arbeitete er im Institut für Astronomie und Geodäsie der MGU.
1932 wechselte Parenago zum  Sternberg-Instituts für Astronomie (GAISch) der MGU. Auf der Basis der verfügbaren Sterndaten untersuchte er die Struktur und Entwicklung der Milchstraße. Zusammen mit Boris Wassiljewitsch Kukarkin begann er die Veränderlichen Sterne mit ihren charakteristischen Eigenschaften zu katalogisieren. Dies wurde die Grundlage für den General Catalogue of Variable Stars. Im Gebiet des Orionnebels, dem nächstgelegenen Sternbildungsgebiet, beobachtete Parenago fast 3000 Sterne. 1934 stellte er zusammen mit Kukarkin fest, dass bei U-Geminorum-Sternen die Eruptionsamplitude mit dem zeitlichen Abstand der Eruptionen korreliert (Kukarkin-Parenago-Beziehung).

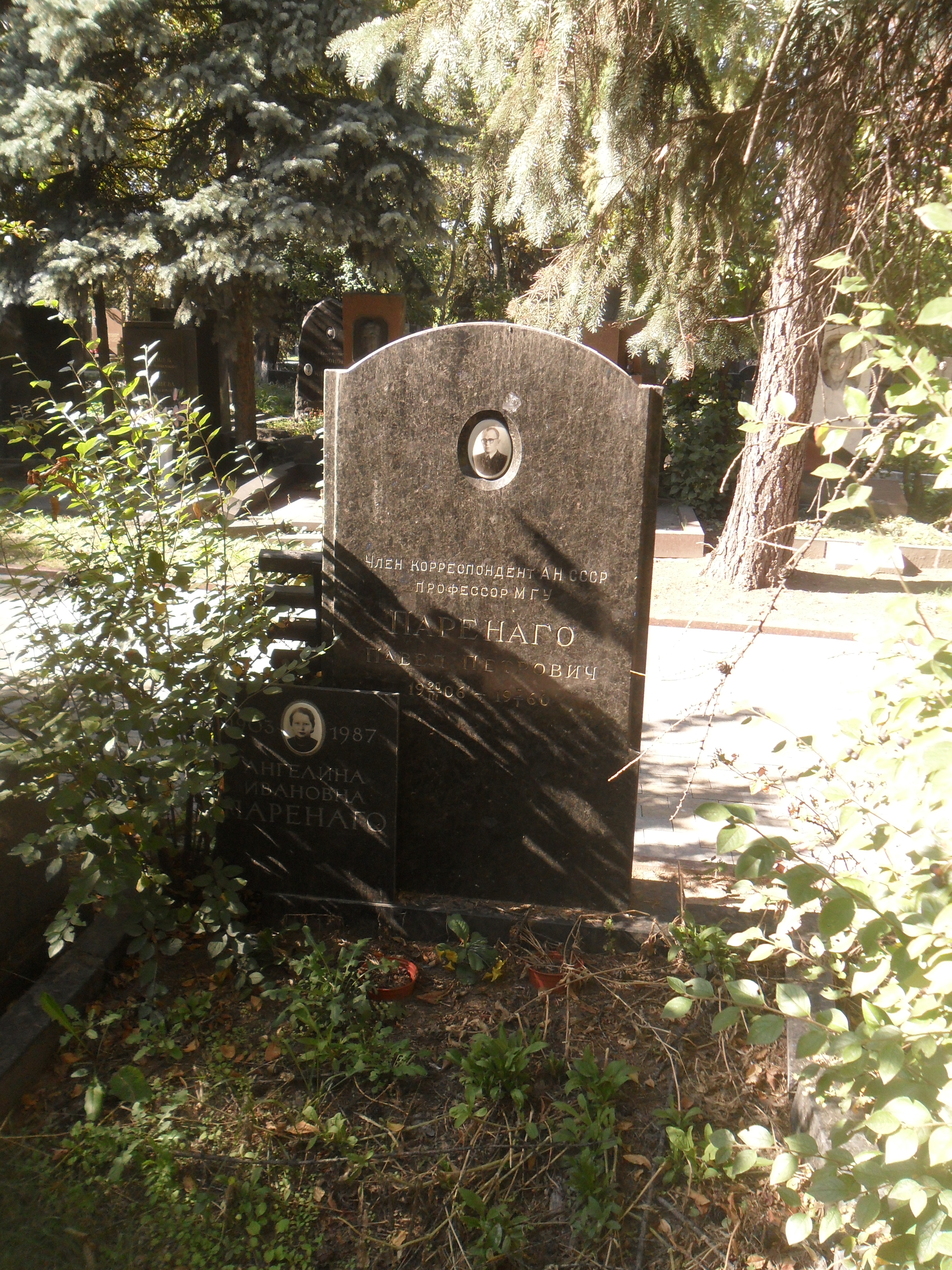
P. P. Parenagos Grabstein auf dem Nowodewitschi-Friedhof

Ab 1934 arbeitete Parenago an der MGU und hielt als Erster in der UdSSR eine Vorlesung über Stellarastronomie. 1935 wurde er ohne Verteidigung einer Dissertation zum Doktor der physikalisch-mathematischen Wissenschaften promoviert. 1938 folgte die Ernennung zum Professor. Ab 1938 leitete er den neuen Lehrstuhl für Stellarastronomie. Ab 1940 untersuchte er die Lichtabsorption des interstellaren Staubs. Durch Veröffentlichungen und Vorträge förderte er die Amateurastronomie.
Während des Deutsch-Sowjetischen Krieges diente Parenago in der Roten Armee als Meteorologe der Luftstreitkräfte.
1945 stellte Perenago die Existenz der Unterzwerge fest, die im Hertzsprung-Russell-Diagramm unter der Hauptreihe der Zwergsterne liegen. 1946 prognostizierte er zusammen mit Kukarkin, dass nach dem Ausbruch der Nova T Coronae Borealis nach 60–100 Jahren wieder ein Ausbruch zu erwarten wäre. Tatsächlich wurde am 8. Februar 1946 ein solcher Ausbruch beobachtet.
1953 wurde Parenago zum Korrespondierenden Mitglied der Akademie der Wissenschaften der UdSSR gewählt.
Parenago starb nach langer Krankheit und wurde auf dem Moskauer Nowodewitschi-Friedhof begraben.
Parenagos Namen tragen der Asteroid (2484) Parenago und der Mondkrater Parenago.

## Ehrungen, Preise
- Medaille „Für heldenmütige Arbeit im Großen Vaterländischen Krieg 1941–1945“ (1946)
- 1. Preisträger des Bredichin-Preises der Akademie der Wissenschaften der UdSSR (1949)[5]
- Leninorden (1951)[4]